# Rieko Okuda
Rieko Okuda (japanisch 奥田 理英子 Okuda Rieko; * um 1990) ist eine japanische Jazzmusikerin (Piano, Komposition), die sich auch im Bereich der Improvisationsmusik betätigt.

## Leben und Wirken
Rieko Okuda erhielt im Alter von drei Jahren ersten Unterricht in klassischer Musik in Japan. In ihrem jungen Alter nahm sie an einem Klavierwettbewerb der Stadt Kaizuka teil und gewann den ersten Preis. Später zog sie in die Vereinigten Staaten, um Jazzmusik zu studieren. Erste Aufnahmen entstanden 2006, als sie Mitglied im Jazzensemble der Shenandoah University war.
In der amerikanischen Jazzszene spielte sie in den folgenden Jahren mit Musikern wie Bob Mintzer, Jon Faddis und John Fedchock. Außerdem interessierte sie sich zunehmend für Free Jazz und Neue Improvisationsmusik, als sie in Philadelphia lebte. Sie trat hier mit Musikern wie Marshall Allen (dem Leiter des Sun Ra Orchestra), Elliott Levine und Calvin Weston auf. Während ihres Aufenthalts in den USA gastierte sie auf verschiedenen Jazzfestivals. Ihr Interesse an improvisierter Musik führte schließlich dazu, dass sie nach Berlin zog und dort mit Musikern wie Audrey Chen, Els Vandeweyer, Susanne Zapf, Yuko Kaseki, Inma Galiot, Tobias Delius, Ignaz Schick, Linda Frederickson und Axel Dörner sowie mit Tänzerinnen wie Jenny Haack und Zala Pezdir arbeitete.
Okuda trat auch auf mehreren experimentellen Festivals auf, wie dem XChange Festival, Experymental Festival und Art-Sound Festival; 2014 arbeitete sie mit dem japanischen Pop-Künstler YUZU zusammen. Sie arrangierte das Lied „Amenochi Hareruya“, das 2014 mit dem Japan Record Award ausgezeichnet wurde. Mit Markus Stockhausen, Antti Virtaranta und Wieland Möller nahm die das Album Orakel (Unit Records) auf. Des Weiteren nahm sie mit dem Red List Ensemble (u. a. mit Matthias Müller, Michael Thieke) auf und bildete mit Joshua Weitzel und Antti Virtaranta das Takatsuki Trio Quartett, das in wechselnden Besetzungen u. a. mit Matthias Schubert und Silke Eberhard kooperierte. Im Bereich des Jazz war sie laut Tom Lord zwischen 2012 und 2021 an acht Aufnahmesessions beteiligt. 2017 und 2018 war sie Artist in Residence im Elektronik Music Studio (EMS) in Stockholm; diese Erfahrungen inspirierten sie zur Weiterarbeit im Bereich der elektroakustischen Musik, und sie begann, die Elektronik in ihre Klaviersolostücke einzubauen. Ihr erstes elektroakustisches Soloalbum Paranorm wurde im Jahr 2018 beim japanischen Label Athor Harmonics veröffentlicht. Die Musik von Paranorm führte sie dann bei den Koncertkirken Blagards Plads, Ausland-Berlin, dem FLUX Festival  und Vardklockans Församling in Schweden auf. 2020 hatte sie die Residenz beim Visby International Center for Composers (VICC) erhalten.
Okudas Arbeit vereint elektronische und elektroakustische Ansätze und ist geprägt von konzentrierter Repetition, einem schnörkellosen Minimalismus und weiten emotionalen Bögen.

## Diskographische Hinweise
- Berlin Soundpainting Orchestra: Holothuria (2015)
- Rieko Okuda/Antti Virtaranta/Girilal Baars: Lab H Tapes (2017)
- Takatsuki Trio Quartett: Live in Hessen (2019), mit Matthias Schubert, Joshua Weitzel, Antti Virtaranta
- Hanna Schörken & Rieko Okuda: Pink Citrons (2020)[3]
- Silke Eberhard & Takatsuki Trio Quartett: At Kühlspot (577 Records, 2021)
- SORBD: Wild Peacock in Transit (Relative Pitch Records, 2024)